# Chidi Imoh
Chidi Imoh, född den 27 augusti 1963, är en nigeriansk före detta friidrottare som tävlade i kortdistanslöpning.
Imohs främsta merit vid ett internationellt mästerskap är bronset på 60 meter vid inomhus-VM 1991. Han har även flera medaljer från regionala mästerskap. Två gånger vann han guld vid Afrikanska mästerskapen i friidrott på 100 meter. Vidare har han ett guld från Panafrikanska spelen 1987, friidrott på 100 meter. 
Han ingick i det nigerianska stafettlaget på 4 x 100 meter som blev silvermedaljörer vid Olympiska sommarspelen 1992 i Barcelona. 

## Personliga rekord
- 100 meter - 10,00 från 1986
- 200 meter - 21,04 från 1993